# Боґуславиці (Кольський повіт)
Боґуславиці (пол. Bogusławice) — село в Польщі, у гміні Баб'як Кольського повіту Великопольського воєводства.
Населення — 411 осіб (2011).
У 1975-1998 роках село належало до Конінського воєводства.

## Демографія
Демографічна структура станом на 31 березня 2011 року:
|          | Загалом | Допрацездатний вік | Працездатний вік | Постпрацездатний вік |
| -------- | ------- | ------------------ | ---------------- | -------------------- |
| Чоловіки | 215     | 47                 | 143              | 25                   |
| Жінки    | 196     | 39                 | 117              | 40                   |
| Разом    | 411     | 86                 | 260              | 65                   |